# Yannik Keitel
Yannik Keitel (Breisach am Rhein, 15 febbraio 2000) è un calciatore tedesco, centrocampista dello Stoccarda.

## Caratteristiche tecniche
È un centrocampista difensivo.

## Carriera

### Club
Cresciuto nel settore giovanile del Friburgo, debutta in prima squadra il 29 febbraio 2020 giocando il match di Bundesliga perso 1-0 contro il Borussia Dortmund.
Il 21 maggio 2024 firma un contratto quadriennale con lo Stoccarda.

### Nazionale
Ha giocato nelle nazionali giovanili tedesche Under-15, Under-16 ed Under-21.

## Statistiche
Statistiche aggiornate al 26 gennaio 2025.

### Presenze e reti nei club
| Stagione        | Squadra         | Campionato      | Campionato | Campionato | Coppe nazionali | Coppe nazionali | Coppe nazionali | Coppe continentali | Coppe continentali | Coppe continentali | Altre coppe | Altre coppe | Altre coppe | Totale | Totale | Totale |
| Stagione        | Squadra         | Comp            | Pres       | Reti       | Comp            | Pres            | Reti            | Comp               | Pres               | Reti               | Comp        | Pres        | Reti        | Pres   | Reti   |        |
| --------------- | --------------- | --------------- | ---------- | ---------- | --------------- | --------------- | --------------- | ------------------ | ------------------ | ------------------ | ----------- | ----------- | ----------- | ------ | ------ | ------ |
| 2018-2019       | Friburgo II     | RL              | 1          | 0          |                 | -               | -               |                    | -                  | -                  |             | -           | -           | 1      | 0      |        |
| 2019-2020       | Friburgo II     | RL              | 17         | 2          |                 | -               | -               |                    | -                  | -                  |             | -           | -           | 17     | 2      |        |
| 2020-2021       | Friburgo II     | RL              | 4          | 1          |                 | -               | -               |                    | -                  | -                  |             | -           | -           | 4      | 1      |        |
| 2019-2020       | Friburgo        | BL              | 3          | 0          | CG              | 0               | 0               |                    | -                  | -                  |             | -           | -           | 3      | 0      |        |
| 2020-2021       | Friburgo        | BL              | 12         | 0          | CG              | 1               | 0               |                    | -                  | -                  |             | -           | -           | 13     | 0      |        |
| 2021-2022       | Friburgo        | BL              | 12         | 0          | CG              | 2               | 0               |                    | -                  | -                  |             | -           | -           | 14     | 0      |        |
| 2022-2023       | Friburgo        | BL              | 22         | 0          | CG              | 2               | 0               | UEL                | 7                  | 0                  |             | -           | -           | 31     | 0      |        |
| 2023-2024       | Friburgo        | BL              | 15         | 1          | CG              | 1               | 0               | UEL                | 2                  | 0                  |             | -           | -           | 18     | 1      |        |
| Totale Friburgo | Totale Friburgo | Totale Friburgo | 64         | 1          |                 | 6               | 0               |                    | 9                  | 0                  |             | -           | -           | 79     | 1      |        |
| 2024-2025       | Stoccarda       | BL              | 6          | 0          | CG              | 1               | 0               | UCL                | 4                  | 1                  | SG          | 1           | 0           | 12     | 1      |        |
| Totale carriera | Totale carriera | Totale carriera | 92         | 4          |                 | 7               | 0               |                    | 13                 | 1                  |             | 1           | 0           | 113    | 5      |        |

## Palmarès
- Coppa di Germania: 1

Stoccarda: 2024-2025